# Luiza Noskova
Pour les articles homonymes, voir Noskova.
Luiza Noskova (en russe : Луиза Николаевна Носкова, Louiza Nikolaïevna Noskova), née Cherepanova le 7 juillet 1968 à Labytnangui, est une biathlète soviétique, puis russe. 

## Biographie
En 1989, elle fait ses débuts internationaux aux Championnats du monde, où elle remporte le titre à la course par équipes et se classe quatrième de l'individuel. Cette année, elle gagne également deux médailles d'or à l'Universiade et son premier podium en Coupe du monde à Borovets. 
Aux Jeux olympiques d'hiver de 1994 à Lillehammer, elle est sacrée championne olympique en relais avec Nadejda Talanova, Natalia Snytina et Anfisa Reztsova. Elle y est aussi notamment dixième de l'individuel. 
En 1998, après avoir pris sa retraite sportive, elle devient professeur à l'université de Tioumen

## Palmarès

### Jeux olympiques d'hiver
| Épreuve / Édition   | Individuel | Sprint | Relais |
| ------------------- | ---------- | ------ | ------ |
| JO 1994 Lillehammer | 10e        | 39e    | Or     |

Légende :
- — : pas de participation à l'épreuve.

### Championnats du monde
- Mondiaux 1989 à Feistritz :
  -  Médaille d'or de la course par équipes.

### Coupe du monde
- 2 podiums individuels : 2 troisièmes places.